# جام نوروز
جام نوروز عنوان مسابقاتی است که همزمان با رسمی شدن رقابت‌های جام عرب و برگزاری آن در تقویم فیفا، توسط فدراسیون فوتبال آسیای مرکزی طراحی و اجرا شد.این جام با شروع شدن نوروز آغاز می شود و در روز ۱۳ فروردین و هم زمان با پایان نوروز به اتمام می رسد جام نوروز در زمان قدیم در بیشتر شهر ها و محله های ایران عربستان قطر و ... دیده شده است.

## فدراسیون فوتبال آسیای مرکزی و جام نوروز
فدراسیون فوتبال آسیای مرکزی که به رهبری فدراسیون فوتبال ایران پس از جدایی از فدراسیون فوتبال غرب آسیا ایجاد شده‌است، یک فدراسیون زیرمجموعهٔ کنفدراسیون فوتبال آسیا است. اعضای این فدراسیون ایران، ازبکستان، تاجیکستان، افغانستان، ترکمنستان و قرقیزستان هستند. مقر این فدراسیون در شهر دوشنبه تاجیکستان قرار دارد.

## عید نوروز
اکثر تورنمنت‌های منطقه‌ای فوتبال جهان، بر پایهٔ اشتراکات منطقه‌ای، زبانی و غیره انجام می‌گیرد. نوروز به عنوان یکی از اعیاد مهم و باستانی فلات ایران به‌طور مشترک در ۱۱ کشور منطقه وجود دارد که برای عنوان رقابت جدید منطقهٔ کافا انتخاب شده‌است؛ این یکی از اقدامات مثبت فدراسیون فوتبال برای برقراری ارتباط با دیگر کشورهای منطقه در راستای گسترش روابط ورزشی است.

## قوانین مسابقات
- ۹۰ دقیقه وقت معمول مسابقه.
- ۳۰ دقیقه وقت اضافه در صورت لزوم.
- در صورتی‌که همچنان مسابقه مساوی بود، تیم برنده با ضربات پنالتی مشخص خواهد شد.
- هر تیم ۱۲ بازیکن ذخیره خواهد داشت.
- در طول مسابقه هر تیم اجازه ۵ تعویض دارند.
- در صورت کشیده شدن به وقت اضافه، یک تعویض دیگر نیز مجاز است.

## نتایج
| دوره | میزبان                           | فینال    | فینال | فینال       | رده‌بندی   | رده‌بندی | رده‌بندی    |
| دوره | میزبان                           | قهرمان   | نتیجه | نایب قهرمان | مقام سوم  | نتیجه   | مقام چهارم |
| ---- | -------------------------------- | -------- | ----- | ----------- | --------- | ------- | ---------- |
| ۲۰۲۲ | ازبکستان (ورزشگاه مرکزی، نمنگان) | ازبکستان | ۲-۴   | اوگاندا     | تاجیکستان | ۰-۱     | قیرقیزستان |
| ۲۰۲۳ | ؟                                | ؟        | ؟     | ؟           | ؟         | ؟       | ؟          |

- تاجیکستان ۱-۱ اوگاندا(۶-۵) اوگاندا در پنالتی برنده شد.
- ازبکستان ۳-۰ قیرقیزستان

## تیم‌های موفق جام
| تیم        | قهرمان   | نایب قهرمان | سوم      | چهارم    |
| ---------- | -------- | ----------- | -------- | -------- |
| ازبکستان   | ۱ (۲۰۲۲) |             |          |          |
| اوگاندا    |          | ۱ (۲۰۲۲)    |          |          |
| تاجیکستان  |          |             | ۱ (۲۰۲۲) |          |
| قیرقیزستان |          |             |          | ۱ (۲۰۲۲) |

## تیم‌های حاضر
- ایران (عضو بنیانگذار)
- افغانستان (عضو بنیانگذار)
- تاجیکستان
- ترکمنستان
- قرقیزستان
- ازبکستان

### تیم‌های احتمالی
- روسیه
- آذربایجان
- ترکیه
- گرجستان
- پاکستان
- ارمنستان

## بازی های ورزشی نوروز
بازی های ورزشی نوروز ۲۰۲۲ به عنوان یک رویداد چندورزشی در سال ۲۰۲۲ برگزار شد.

### مدال
*   کشور میزبان (ایران)
| رتبه            | کشور            | طلا | نقره | برنز | مجموع |
| --------------- | --------------- | --- | ---- | ---- | ----- |
| ۱               | ایران (IRI)     | ۲۸  | ۲۱   | ۳۴   | ۸۳    |
| ۲               | بلاروس (BLR)    | ۵   | ۳    | ۰    | ۸     |
| ۳               | روسیه (RUS)     | ۴   | ۴    | ۵    | ۱۳    |
| ۴               | ازبکستان (UZB)  | ۲   | ۲    | ۲    | ۶     |
| ۵               | عراق (IRQ)      | ۲   | ۱    | ۷    | ۱۰    |
| ۶               | ارمنستان (ARM)  | ۱   | ۲    | ۴    | ۷     |
| ۷               | پاکستان (PAK)   | ۰   | ۲    | ۳    | ۵     |
| ۸               | گرجستان (GEO)   | ۰   | ۱    | ۱    | ۲     |
| ۹               | قرقیزستان (KGZ) | ۰   | ۱    | ۰    | ۱     |
| ۹               | قزاقستان (KAZ)  | ۰   | ۱    | ۰    | ۱     |
| ۹               | کویت (KUW)      | ۰   | ۱    | ۰    | ۱     |
| ۱۲              | افغانستان (AFG) | ۰   | ۰    | ۳    | ۳     |
| مجموع (۱۲ کشور) | مجموع (۱۲ کشور) | ۴۲  | ۳۹   | ۵۹   | ۱۴۰   |

در کاراته ۱۷ طلا، ۱۷ نقره و ۳۴ برنز
در جودو یک طلا و یک نقره و یک برنز
در فوتسال یک طلا یک نقره یک برنز
در سوارکاری ۲ طلا ۲ نقره ۲ برنز
در دوومیدانی ۱۱ ماده ولی ۱۲ طلا و ۱۰ نقره و ۱۱ برنز (یک طلا مشترک و بدون نقره در اون ماده)
در وزنه برداری ۵ طلا و ۴ نقره و ۳ برنز
در کبدی یک طلا یک نقره یک برنز
در شمشیربازی ۳ طلا ۳ نقره و ۶ برنز
چوگان هم به صورت نمایشی بود.

### توضیح
وی درباره شرکت کنندگان حاضر در این رویداد بیان کرد: این دوره از مسابقات با حضور ۶۲۱ ورزشکار از کشورهای عراق، ازبکستان، تاجیکستان، گرجستان، فلسطین، اندونزی، مالزی، پاکستان، روسیه، نپال، تونس، کویت، امارات، قرقیزستان، بلاروس، افغانستان، لهستان، نروژ، انگلستان و ایران با حضور ۱۱۰ داور بین المللی، ۱۳۹ مربی و با همکاری ۱۳۰ نفر از دست اندرکاران اجرایی در ۹ رشته ورزشی شامل جودو، فوتسال، کاراته، وزنه برداری، کبدی، شمشیربازی، سوارکاری، چوگان و دوومیدانی طی سه روز از ۱۹ تا ۲۲ اسفند ۱۴۰۱ برگزار شد. مراسم افتتاحیه نخستین دوره بازی‌های بین‌المللی نوروز روز گذشته با حضور محمد مخبر معاون اول رئیس جمهوری و انسیه خزعلی معاون امور زنان و خانواده ریاست جمهوری در تالار بسکتبال مجموعه ورزشی آزادی تهران برگزار شد. در این مسابقات بیش از ۴۰۰ ورزشکار از ۲۰ کشور به همراه ایران در ۹ رشته ورزشی طی ۳ روز با هم به رقابت خواهند کرد.